# Heinrich Drerup
Heinrich Drerup (* 23. August 1908 in München; † 10. Februar 1995 in Marburg) war ein deutscher Klassischer Archäologe.
Heinrich Drerup, Sohn des Klassischen Philologen Engelbert Drerup, studierte in Freiburg im Breisgau, München und Wien zunächst Kunstgeschichte im Hauptfach, bevor er unter dem Einfluss von Richard Delbrueck in Bonn zur Klassischen Archäologie als Hauptfach wechselte. Bei Delbrueck wurde Heinrich Drerup mit einer Arbeit zur Datierung der Mumienporträts promoviert, danach erhielt er das Reisestipendium des Deutschen Archäologischen Instituts. 1937 wurde er wissenschaftlicher Referent bei der Zentraldirektion des Deutschen Archäologischen Instituts in Berlin, 1948 habilitierte er sich in Münster, wo er die nächsten Jahre als Dozent tätig war. 1959 folgte Drerup dem Ruf auf eine ordentliche Professur an der Universität Marburg, dort wurde er auch 1973 emeritiert.
Heinrich Drerup war seit 1940 Mitglied des Deutschen Archäologischen Instituts und bis zu seiner Emeritierung mehr als 20 Jahre lang Mitglied von dessen Zentraldirektion. Einer seiner wissenschaftlichen Schwerpunkte war die römische Architektur. Zu seinen Schülern gehören Burkhard Fehr, Helmut Kyrieleis, Friedhelm Prayon, Hermann Büsing, Henner von Hesberg und Burkhardt Wesenberg.

## Schriften (Auswahl)
- Die Datierung der Mumienporträts (= Studien zur Geschichte und Kultur des Altertums. Band 19, Heft 1). Schöningh, Paderborn 1933.
- Ägyptische Bildnisköpfe griechischer und römischer Zeit (= Orbis Antiquus. Schriften der Altertumswissenschaftlichen Gesellschaft an der Universität Münster. Heft 3). Aschendorff, Münster 1950.
- Zum Ausstattungsluxus in der römischen Architektur. Ein formgeschichtlicher Versuch (= Orbis Antiquus. Schriften der Altertumswissenschaftlichen Gesellschaft an der Universität Münster. Heft 12). Aschendorff, Münster 1957. (2. Auflage 1981, ISBN 3-402-05387-X).
- Bildraum und Realraum in der römischen Architektur. In: Römische Mitteilungen. Band 66, 1959, S. 147–174.
- Griechische Architektur zur Zeit Homers. In: Archäologischer Anzeiger. Jahrgang 1964, S. 180–219.
- Griechische Baukunst in geometrischer Zeit (= Archaeologica Homerica. Die Denkmäler und das frühgriechische Epos. Band 2, Kapitel O). Vandenhoeck & Ruprecht, Göttingen 1969.